# Riserva naturale Zuccaia
La riserva naturale Zuccaia è un'area naturale protetta della regione Toscana istituita nel 1977.
Occupa una superficie di 33,53 ha nella provincia di Arezzo.